# Omphalotropis
Omphalotropis es un género de molusco gasterópodo de la familia Assimineidae en el orden de los Mesogastropoda.

## Especies
Las especies de este género son:
- Omphalotropis albocarinata Mousson, 1873
- Omphalotropis carolinensis E. A. Smith, 1891
- Omphalotropis cheynei (Dohrn & Semper, 1862)
- Omphalotropis cookei Abbott, 1949
- Omphalotropis elegans Quadras & Möllendorff, 1849
- Omphalotropis elongatula Quadras & Möllendorff, 1894
- Omphalotropis erosa Quadras & Möllendorff, 1894
- Omphalotropis fragilis (Pease, 1860)
- Omphalotropis gracilis Quadras & Möllendorff, 1894
- Omphalotropis guamensis (Pfeiffer, 1857)
- Omphalotropis hieroglyphica (Potiez & Michaud, 1838)
- Omphalotropis howeinsulae Iredale, 1944
- Omphalotropis laevigata Quadras & Möllendorff, 1894
- Omphalotropis laticosta Quadras & Möllendorff, 1894
- Omphalotropis latilabris Quadras & Möllendorff, 1894
- Omphalotropis mutica Möllendorff, 1897
- Omphalotropis nebulosa Pease, 1872
- Omphalotropis ochthogyra Quadras & Möllendorff, 1894
- Omphalotropis picta Quadras & Möllendorf, 1894
- Omphalotropis pilosa Quadras & Möllendorff, 1894
- Omphalotropis plicosa Pfeiffer, 1852
- Omphalotropis quadrasi Möllendorff, 1894
- Omphalotropis semicostulata Quadras & Möllendorff, 1894
- Omphalotropis striatipila Möllendorff, 1897
- Omphalotropis submaritima Quadras & Möllendorff, 1894
- Omphalotropis suteri Sykes, 1900
- Omphalotropis suturalis Quadras & Möllendorff, 1894
- Omphalotropis tumidula Möllendorff, 1897
- Omphalotropis variabilis (Pease, 1865)